# Helene Pedersdatter de Strange
Helene Pedersdatter de Strange (1200-1255) reine de Suède et de Finlande, épouse du roi Knut II de Suède.

## Biographie
Helène est la fille d'un grand propriétaire terrien et membre du conseil national Peder Strange. Sa mère Ingeborg est la fille d'Esbern Snarre, frère d'Absalon l'archevêque de Lund.  
Hélène avait épousé le roi Knut Holmgersson avant 1229 et devient ainsi reine de Suède.  Après la mort de Knut II en 1234 elle se remarie avec un simple chevalier Filip Larsson de Runby et meurt en 1255.   